# 鶴殿家勝
鶴殿 家勝（つるどの いえかつ、 1891年〈明治24年〉11月12日 - 1956年〈昭和31年〉6月26日）は、大正から昭和期の実業家、政治家、写真家、華族。貴族院男爵議員。霞汀（かてい）と号した。位階は従三位。

## 経歴
男爵・鶴殿忠善の息子として生まれる。父の死去に伴い、1895年（明治28年）4月5日に男爵を襲爵した。
学習院を経て、1917年（大正6年）7月、京都帝国大学法科大学政治学科を卒業。梅田製鋼取締役、大阪無線監査役、日本造船監査役、鐘渕実業嘱託などを務めた。
1943年（昭和18年）5月6日、貴族院男爵議員補欠選挙で当選し、公正会に所属して活動し1947年（昭和22年）5月2日の貴族院廃止まで在任した。
また、写真家としても活動し、ゴム印画を研究して、東京写真研究会主催研展に出品。神戸市居住時には、神戸写友会に加わり、同会25周年記念撮影大会で作品「富士」が一等を受賞した。

## 親族
- 母 鶴殿親子（ちかこ、醍醐忠順二女）[1][6]
- 妻 鶴殿輝子（てるこ、写真家[3]、毛利五郎長女、家勝没後に離籍）[1]
- 長男 鶴殿純家[1]